# مقصود الحسن الفيضي
مقصود الحسن فيضي أبو كليم من علماء المسلمين في الهند السلفيين ومن علماء أهل الحديث وأحد طلبة العلم المعروفيين لدى المسلمين من الهند وباكستان ومن زملاء الشيخ صفي الرحمن المباركفوري. مقيم حالياً في الغاط إحدى محافظات مدينة الرّياض

## منهجه ونشاطه
عرف عنه الاتزان والتوسط في المنهج دون الحماس المفرط والذي يخرج بصاحبه أحياناً من دائرة الحق والانصاف. له مشاركات دعوية متنوعة في الهند والسعودية بل ولأجل إقامته بالسعودية في محافظة الغاط تتركز مشاركاته فيه ما بين المنطقة الوسطى والشرقية والغربية والجنوبية أما غالبها ففي منطقة القصيم وما جاورها.

## مؤلفاته
الشيخ ذو قلم سيال في الكتابة وله بعض المؤلفات القيمة وكلها بالأردية لرؤية عند الشيخ بأن بالعربية أعمال ودعاة تقوم بهم الحجة والحاجة ماسة إلى العمل باللغة الأردية. إضافة إلى مراجعته عدداً من الكتب باللغة الاردية وترجم عدداً منها أيضاً ونذكر بعضاً من مؤلفاته المطبوعة المشهورة وإلا له الكثير من المؤلفات ومنها المخطوطة لكن من المطبوع ما يلي:
- حقيقية الوسيلة تأليف.
- الولاء والبراء تأليف.
- حجاب المرأة المسلمة ولباسها في الصلاة ترجمة.
- محبة النبي صلى الله عليه وسلم.
- رؤية الهلال بين الفلك والشرع.
- عيد الحب ترجمة.

## الوصلات الخارجية
- مقابلة معه
- مقابله معه